# Mannlicher-Schönauer
Die Repetierbüchse Mannlicher-Schönauer wurde Anfang des 20. Jahrhunderts in der damaligen K.u.K Monarchie Österreich-Ungarn entwickelt, in der Waffenfabrik Steyr gefertigt und 1903 als Ordonnanzwaffe bei der griechischen Armee eingeführt. Eine geringe Anzahl noch nicht ausgelieferter Exemplare wurde von Österreich-Ungarn im Ersten Weltkrieg eingesetzt. Eine weitaus größere Verbreitung fand das Gewehr jedoch als Jagdwaffe und wurde in dieser Form bis 1972 gefertigt.
Seit dem 100. Geburtstag des Systems 2003 werden Jagdgewehre des Systems wieder von einem mittelständischen Waffenhersteller in St. Peter in der Au als "RB2003" hergestellt.

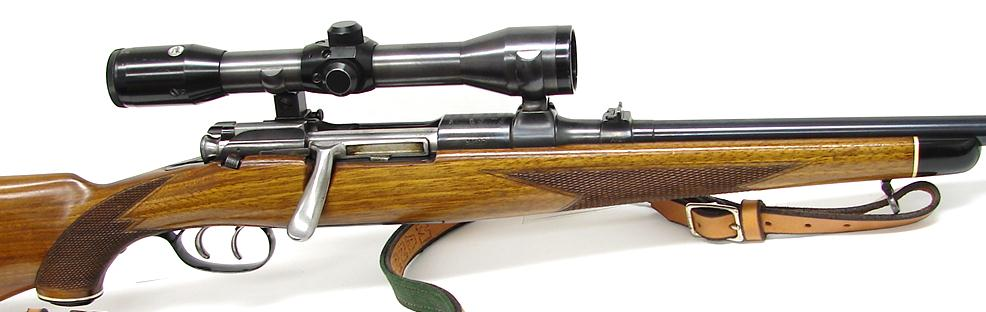
Mannlicher-Schönauer Repetierbüchse Modell GK (gekrümmter Kammergriff)

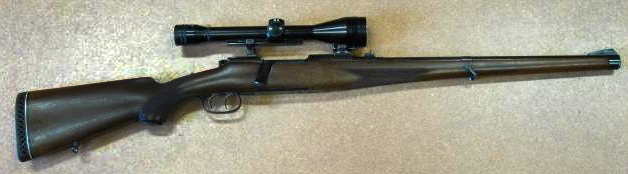
Mannlicher-Schönauer Stutzen mit 50 cm Lauflänge

## Geschichte

### Entwicklung und Einführung
Ferdinand Ritter von Mannlicher konstruierte das System und Otto Karl Schönauer das Trommelmagazin, was zum Namen Mannlicher-Schönauer führte. Das System basierte auf und entsprach weitgehend dem Mannlicher Modell 1893, das von der rumänischen Armee verwendet wurde und nicht mit den in Österreich-Ungarn als Ordonnanzwaffe eingeführten Geradezugrepetierern Mannlicher Modell 1890 bzw. 1895 zu verwechseln ist. In der Waffenfabrik Steyr (Oberösterreich) gefertigt, erschien zuerst das Modell-1900, im Kaliber 6,5 × 54 Mannlicher-Schönauer (M.-Sch.), bei dem im Gegensatz zu den jagdlichen buttermesserförmigen noch ein militärischer kugelförmiger Kammerstängelgriff Verwendung fand. Dabei handelte es sich um eine Art Prototyp bzw. Vorserienmodell, um Aufträge für militärische Nutzer zu akquirieren. Das gelang mit der griechischen Armee im Jahre 1903. Dann folgte das jagdliche Modell-1903 im selben Kaliber als halbgeschäftete Büchse mit 60 cm Lauflänge und als vollgeschäfteter Stutzen mit einer Lauflänge von 45 cm. In der Erfolgsgeschichte sind System, führige Stutzenausführung und Patrone ursächlich miteinander verknüpft.
Vor allem bei Jägern im Hochgebirge war die Waffe sehr beliebt und ist bis heute eine hervorragende Wahl, wenn Reh-, Gams- und schwaches Rotwild mit einer leichten und führigen Repetierbüchse bejagt werden sollen. Auch in Afrika erwarb sich „der Schönauer“ einen hervorragenden Ruf – die Standard-Geschosse mit einem Gewicht von 10,3 Gramm und einer Länge von 32 mm weisen eine große Querschnittsbelastung auf, was zu hoher Tiefenwirkung ("Durchschlagskraft") führt.
Mit Vollmantelgeschossen wurde sie sogar von dem Elefantenjäger Karamoja Bell eingesetzt, er benutzte allerdings eine Leiter für frontale Gehirnschüsse und war ein ausgesprochener „Kleinkaliberfreund“. Da er aber über 300 Elefanten mit der 6,5 × 54 erlegt hat, ist folgende Aussage durchaus bemerkenswert: „... die 6,5 × 54 enttäuschte mich nur ein einziges Mal, und da lag ein Zielfehler meinerseits vor ...“
Ernest Hemingway verwendete das Gewehr regelmäßig. Er erwähnt es in einigen seiner Schriften, am berühmtesten The Short, Happy Life of Francis Macomber.

### Varianten
Es erschienen weitere Modelle, die sich nur durch die neuen Kaliber unterscheiden: Modell 1905 in 9 × 56 M.-Sch., Modell 1908 in 8 × 56 M.-Sch. und Modell 1910 in 9,5 × 57 M.-Sch. Die Lauflänge des Stutzens betrug nun 50 cm. Die beiden erstgenannten Kaliber sind hervorragende Hochwildkaliber, die 9,5 × 57 alias .375 Rimless Nitro Express bewährte sich in Afrika und Indien. Alle drei erlangten aber nie die Popularität der 6,5 × 54 mm.

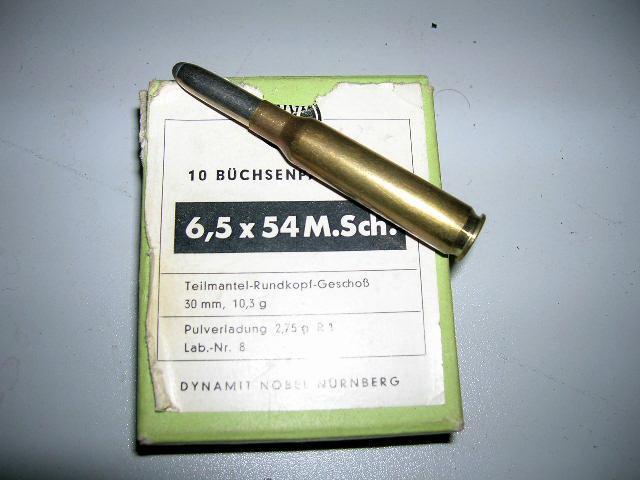
6,5×54-Mannlicher-Schönauer-Munition

Nach dem Ersten Weltkrieg wurden in Österreich aufgrund des Versailler Vertrags Repetierbüchsen reglementiert. Deswegen wurden auch Einzellader ohne Magazin gefertigt.
Das Modell 1924 hatte ein größeres System, um auch längere Patronen unterzubringen. Es erschien in den Kalibern 7 × 57 mm, 7 × 64 mm, .30-06, 8 × 57I, 8 × 60 S, 9,3 × 62 mm und 10,75 × 68. Rasantere Kaliber wie die 7 × 64 haben den für diese Kaliber vorgesehenen 65 cm langen Lauf. Zumindest von der 7 × 57 sind Versionen mit dem 1903er-System bekannt, die aber wahrscheinlich nachträglich abgeändert wurden, jedenfalls lässt sich die 7 × 57 in den kürzeren Systemen unterbringen. Vor dem 1.WK und in der Zwischenkriegszeit wurden viele M-S Systeme von renommierten englischen Büchsenmacherbetrieben wie z.B, Purdey, Holland&Holland, Rigby etc. mit Maßschäften, Flintenabzügen, Fluchtvisierungen und teilweise als "Take-down-Büchse" verfeinert, vor allem in Hinblick auf die Jagd in afrikanischen und der indischen Kolonie.

### Nach dem Zweiten Weltkrieg
Nach dem Zweiten Weltkrieg wurde mit dem Modell 1950 die Fertigung wiederaufgenommen, es wurde für eine Vielzahl an populären Kalibern von .243 Win. bis 9,3 × 64 eingerichtet. Von den originalen Mannlicher-Schönauer-Kalibern überdauerte nur die 6,5 × 54. Die Steuerkurve zum Öffnen des Verschlusses wurde von der Systemhülse in den Lauf verlegt. Zusätzlich zur auf den Schlagbolzen wirkenden Flügelsicherung gab es nun eine auf den Abzug wirkende Schiebesicherung zum schnellen und bequemen Entsichern am Ansitz (lautlos ist die Flügelsicherung auch), anfangs rechts hinten neben der Systemhülse, später am Kolbenhals. Des Weiteren gab es das Modell GK für „gekrümmter Kammerstängel“ (Bezeichnung für Exportmodelle: Modell-1952), der Kammerstängel verlief nicht mehr gerade nach unten, sondern schräg nach hinten. Eine weitere Ausführung war das Modell Magnum in 6,5 × 68-, 8 × 68S- und folgenden Winchester-Magnum-Kalibern .264, .338, und .458 (die heute verbreitete .300 Win.Mag. wurde erst später entwickelt und deswegen nicht mehr in den Mannlicher-Schönauern eingeführt).

### Fertigungsende und Nachfolger
Ende der 1960er-Jahre erschien das Nachfolgemodell Steyr-Mannlicher mit völlig neuem Verschlusssystem. Die Produktion des klassischen Mannlicher-Schönauers lief 1972 aus, die aufwendige Fertigung war einfach zu teuer geworden. Für kurze Zeit wurde noch das Mannlicher-Schönauer Modell 1972 (auch M-72 genannt) angeboten, bei dem das neue System des Steyr-Mannlicher mit dem Trommelmagazin des klassischen Mannlicher-Schönauers und einer neu gestalteten Sicherung mit einer Art Kippelement als Handhabe kombiniert wurde. Diese Sicherung wirkte zwar immer noch auf den Schlagbolzen, hatte aber die für ein Jagdgewehr nicht akzeptable Eigenschaft, im Winter einzufrieren bzw. bei Verschmutzung sehr leicht zu blockieren. Die Anekdote des „Gewehres, dem alle österreichischen Jäger nachtrauern“ kommt daher, dass die alten Produktionsmaschinen leider verkauft bzw. vernichtet wurden.

### Neufertigung als RB2003
Seit dem 100. Geburtstag des Systems werden fabrikneue Jagdgewehre wieder von Erich Schoder in St. Peter in der Au in Niederösterreich hergestellt. Die Firma Schoder gibt in ihrer Firmengeschichte an, dass der Firmengründer Erich Schoder "Ende der 60er Jahre als letzter Lehrling bei der Produktion des Mannlicher Schönauers das Büchsenmacherhandwerk erlernt" habe. Ersatzteile des RB2003 passen nach Firmenangaben auch zu Mannlicher-Schönauer-Gewehren alter Fertigung.

## Technik
Die Berühmtheit des Schönauers beruht einerseits auf seiner Führigkeit als Stutzen auch in Verbindung mit dem einzigartigen Trommelmagazin, das eine schlanke Schaftform ermöglicht, andererseits auf dem unerreicht geschmeidigen und leichten Schlossgang, der sehr schnelles Repetieren ermöglicht (insbesondere in den kurzen Systemen der Vorkriegsmodelle). Der Verschluss läuft derart passgenau, dass die entladene und geöffnete Büchse bei durchgezogenem Abzug nur mit der Mündung nach unten zu geschwenkt werden braucht, um sie zu schließen und zu entspannen. Auch ist es möglich, praktisch lautlos eine Patrone einzurepetieren, wenn man die Kammer vorsichtig und langsam führt und einen Finger auf die aus dem Magazin hochkommende Patrone legt.

### System

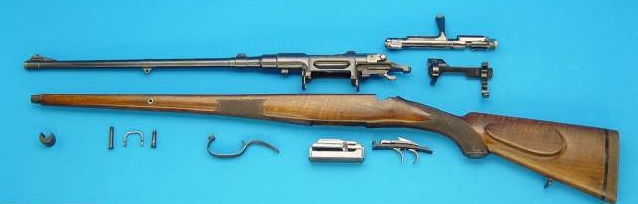
Mannlicher-Schönauer in seine Einzelteile zerlegt

Repetiergewehr mit Zylinderverschluss (engl.: bolt action). System mit offener hinterer Hülsenbrücke, der Kammerstängel läuft durch die hintere Hülsenbrücke, d. h., er verriegelt vor ihr. Verriegelung über zwei Verriegelungswarzen vorne in der Systemhülse unmittelbar hinter dem Lauf und eine als dritte Verriegelungswarze fungierende Fläche des Kammerstängels. Wie beim Mauser-98er-System liegt diese dritte Verriegelungsfläche nicht direkt an, da sich sonst asymmetrische Verriegelungskräfte während des Schusses ergeben würden, sie dient nur als Rückversicherung, damit die Kammer dem Schützen nicht ins Gesicht fliegen kann, wenn die vorderen Verriegelungswarzen versagen sollten. Nichtrotierender Auszieher (auch hier drängt sich ein Vergleich mit dem Mauser M-98 auf: Der M-S verfügt zwar nicht über den langen Auszieher des M-98, dafür aber über einen gemeinsam mit dem feststehenden Auszieher nichtrotierenden Stossboden der die Patronenhülse ebenso sehr verlässlich auszieht, und sie dabei nicht in Rotation versetzt), manueller Auswerfer. Öffnungswinkel 90°.
Mannlicher konstruierte das Magazin für das italienische Carcano-Gewehr, das eine Weiterentwicklung des deutschen Gewehrs 88 war, beide mit der charakteristischen offenen Hülsenbrücke. Offenbar entwickelte er aus dem dabei gesammelten Wissen zuerst den Mannlicher M-1893 und schließlich den Mannlicher-Schönauer, dessen System annähernd ident zum M-1893 ist. Auch stammen sowohl die 6,5 × 53R des M-1893 als auch die 6,5 × 54 M.-Sch. von der 6,5 × 52 Carcano ab. (Die 6,5x54 ist eine über den Hülsenmund zentrierende randlose Variante der über ihren Rand zentrierenden 6,5 x 53 R, beide entsprechen in ihren Hülsenabmessungen weitgehend der 6,5 x 52 Carcano, obwohl diese einen geringfügig größeren Geschossdurchmesser hat.)

### Magazin

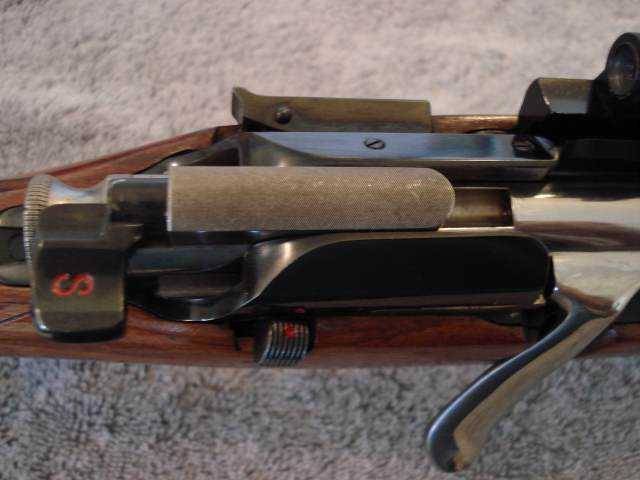
180° Flügelsicherung des Schönauers.

Fest eingebautes Trommelmagazin für fünf Patronen, der im Querschnitt sternförmige Zubringer besteht aus gefrästem Nirosta und ist exakt auf die Maße der jeweiligen Patrone abgestimmt. D. h. jede einzelne Patrone wird kontrolliert geführt und Beschädigungen an der Geschossspitze sind weitgehend ausgeschlossen. Über eine Entladetaste lässt sich das Magazin nach oben entladen, dadurch muss beim Entladen nicht jede vorher in das Magazin geladene Patrone einzeln herausrepetiert werden. Zum Reinigen lässt es sich nach unten entnehmen, dazu wird eine Taste im Magazinboden eingedrückt (beispielsweise mit der Geschossspitze einer Patrone) und dann der Magazinbodendeckel um 90° gedreht.

### Sicherung
180°-Flügelsicherung, auf den Schlagbolzen wirkend. Dadurch kann sich selbst im Fall eines Schlagbolzenbruchs kein Schuss lösen. Stellung gesichert: Schlagbolzen und Kammer sind blockiert. Eine Besonderheit ist die Möglichkeit, auch bei entspanntem Schloss sichern zu können. Dazu muss der Sicherungsflügel etwas nach vorn gedrückt und dann umgelegt werden. Somit kann die Kammer bei unterladener (und entspannter) Büchse blockiert werden. Bei den Nachkriegsmodellen gab es eine zusätzliche auf den Abzug wirkende Sicherung (s. o.).

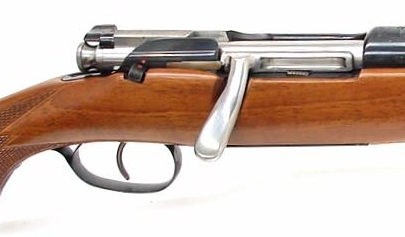
Mannlicher-Schönauer GK mit Flintenabzug

### Abzug
Deutscher Stecherabzug, Stecher einstellbar. Ungestochen hat auch der Druckpunktabzug relativ niedriges Abzugsgewicht. Optional war ein Flintenabzug erhältlich.

### Schaft
Der Schaft der Mannlicher-Schönauergewehre verfügt über einen Pistolengriff und ist meist als Vollschaft ausgeführt  (Stutzen), Standardausführung mit geradem Schaftrücken und deutscher Backe. Vom Modell 1950 und GK gab es Versionen mit Monte-Carlo-Schäftung. Trotz später angebotener halbgeschäfteter Versionen führte die Verbreitung der vollgeschäfteten Stutzenausführung dazu, dass im englischen Sprachgebrauch der Ausdruck „Mannlicher-Style“ generell vollgeschäftete Stutzen bezeichnet.
Die Schaftkappe besteht bei den Vorkriegsmodellen aus Stahl, unter einem Klappdeckel befindet sich ein Schaftmagazin, das in Längsrichtung zwei Bohrungen für Patronen und eine etwas größere Bohrung für Putzzeug aufweist. Die Nachkriegsmodelle haben eine ventilierte Gummischaftkappe.